# Sevar, Razgrad
Sevar (în bulgară Севар) este un sat în comuna Kubrat, regiunea Razgrad,  Bulgaria. 

## Demografie
Componența etnică a satului Sevar
     Turci (75,77%)
     Nicio identificare (4,25%)
     Romi (19,96%)
     Bulgari (0%)
La recensământul din 2011, populația satului Sevar era de 1.763 locuitori. Din punct de vedere etnic, majoritatea locuitorilor (75,77%) erau turci, cu o minoritate de romi (19,96%). Pentru 4,25% din locuitori nu este cunoscută apartenența etnică.